# Tad Hilgenbrink
Tad Hilgenbrink  (* 9. října 1981, Quincy, Illinois) je americký herec proslavil se hlavně díky postavě Matta Stiflera ve filmu Prci, prci, prcičky: Na táboře.

## Biografie
Narodil se 9. října 1981, navštěvoval vysokou školu Quincy Senior, kde hrával divadlo a věnoval se muzice. V roce 2004 dostal svou první filmovou roli.

### Prci, prci, prcičky
Roli Matta Stiflera dostal Tad, díky své podobě se Seannem Williamem Scottem, který hrál v předchozích třech dílech filmu Stevea Stiflera.